# مؤسسه فناوری هند کاراگپور
مؤسسه فناوری هند کاراگپور (بنگالی: कर्मसु कौशलम्) یک نهاد دولتی آموزش مهندسی است که در سال ۱۹۵۱ توسط دولت هند تأسیس شده است. این مؤسسه که اولین مؤسسات فناوری هند است از نظر دولت هند دارای اهمیت ملی است.

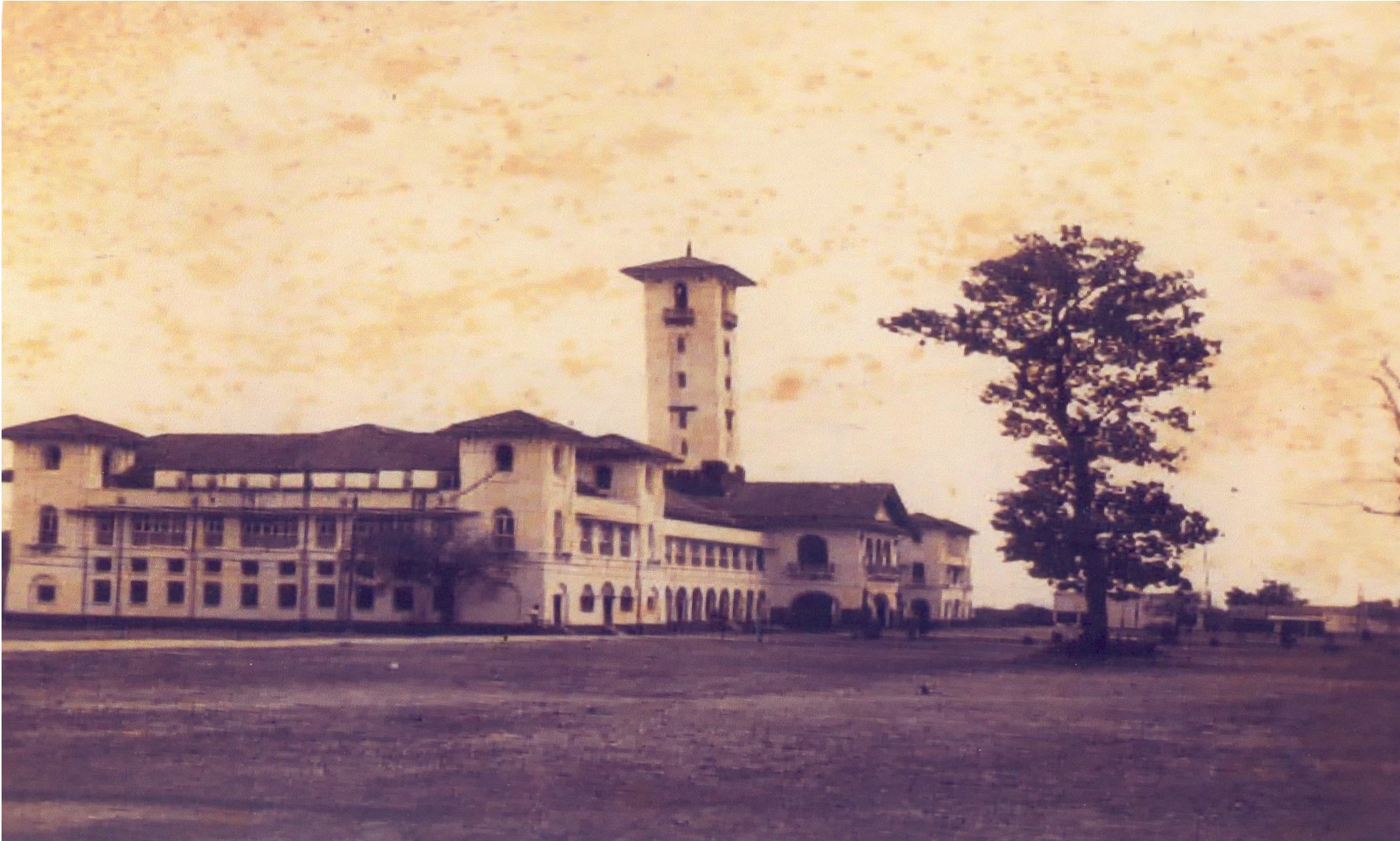